# Бой при Палестрине
Бой при Палестрине — (ит. Battaglia di Palestrina) одно из сражений во время Первой войны за объединение Италии, произошедшее 9 мая 1849 года между войсками Римской республики во главе с генералом Джузеппе Гарибальди и бурбонскими войсками Королевства обеих Сицилий и закончившееся победой гарибальдийцев. 
После того как политическая ситуация в Риме обострилась из-за убийства Пеллегрино Росси, главы правительства, и последующего бегства в Гаэту в ноябре 1848 года папы римского, 9 февраля 1849 года Учредительным собранием была провозглашена Римская республика. Однако сразу же после этого австрийцы, испанцы, французы и неаполитанцы приняли призыв папы, решив восстановить его на престоле.
Французы, высадившиеся 25 апреля в Чивитавеккье, первыми двинулись на Рим с севера, а с юга бурбонский генерал Уинспир во главе двенадцати тысяч человек 29 апреля перешел границу Папской области недалеко от Террачины. 30 апреля Гарибальди сумел отбросить французские войска генерала Удино от стен Яникула в Риме. Генерал был полон решимости преследовать их, но Джузеппе Мадзини, который вместе с Карло Армеллини и Аурелио Саффи сформировал триумвират, управлявший Римской республикой, вместо этого направили его в Палестрину, чтобы остановить продвижение войск Бурбонов, которые в это время были между Веллетри и Монтефортино (сегодня Артена).
8 мая Гарибальди вместе с берсальерами Лучано Манары занял город Палестрина, разместив около 2500 человек в монастырях и частных домах. На следующий день его отряд столкнулся с вражескими войсками генерала Ланцы, состоявшими из двух полков пехоты и эскадрона кавалерии, которые приближались к городу ниже Порта-дель-Соле. Гарибальди, славившийся быстротой своих тактических решений, двинул в атаку на врага четыре роты добровольцев. После яростного боя обладавшим численным превосходством неаполитанцам удалось оттеснить гарибальдийцев к городским стенам, а затем продвинуться двумя колоннами: пока Пьетро Нови вел лобовую атаку, Ланца попытался обойти с фланга. Гарибальдийцы снова атаковали: Лучано Манара выступил против Нови, а Гарибальди и Нино Биксио двинулись против Ланцы. Бой длился около трех часов, и в конце концов гарибальдийцы одержали верх. Побежденные Бурбоны были вынуждены отступить к Монтефортино, оставив на поле боя около сотни убитых. Патриоты потеряли только десять убитыми и около двадцати ранеными.
Официальный бюллетень от 9 мая, подписанный начальником штаба Д'Аверио, дословно сообщал: «Полная победа! Полностью разгромили врага, тысяча человек: артиллерийских орудий три взяли, две разбитых, одну исправную. Палестрина иллюминирована». После этого боя армия Бурбонов больше не участвовала в осаде Рима.